# Лорин, Михаил Васильевич

Михаил Васильевич Лорин (6 сентября 1909 — 5 декабря 1985) — советский лётчик минно-торпедной авиации ВВС Балтийского флота в годы Великой Отечественной войны, Герой Советского Союза (5.11.1944). Полковник (29.08.1957).

## Биография
Родился 6 сентября 1909 года в городе Мариуполь (ныне Донецкой области Украины). Из семьи портового рабочего. Русский. Окончил школу-семилетку в 1927 году, работал на Мариупольском металлургическом заводе имени Ильича. В 1937 году окончил Ленинградский институт инженеров Гражданского воздушного флота.  Работал штурманом и главным инженером аэросъемки Главного управления геодезии и картографии при СНК СССР в Якутской АССР.
В Военно-Морском Флоте с декабря 1941 года, зачислен добровольцем. Прошёл переобучение в 1-м запасном авиационном полку ВМФ. Участник Великой Отечественной войны с июля 1942 года. Весь боевой путь М. Лорин прошёл в рядах 1-го гвардейского минно-торпедного авиационного полка ВВС Балтийского флота. Почти всю войну летал в экипаже своего товарища ещё по работе в Якутии Ивана Шаманова, сначала воздушным стрелком-бомбардиром, затем штурманом экипажа и штурманом звена, в 1944 году стал штурманом эскадрильи. Воевал на самолётах ДБ-3ф и А-20G «Бостон». 
С 1942 года состоял членом ВКП(б).
К сентябрю 1944 года штурман эскадрильи 1-го гвардейского минно-торпедного авиационного полка 8-й минно-торпедной авиационной дивизии ВВС Краснознамённого Балтийского флота гвардии капитан Михаил Лорин совершил 142 боевых вылета, включая 31 на поиск и уничтожение немецких и финских кораблей, потопив 7 транспортов противника. Выполнил также 40 морских минных постановок и 61 бомбовую атаку по военно-морским базам и иным наземным объектам и войскам противника, 10 вылетов на уничтожение минных заграждений и противолодочных сетей в Финском заливе. 
Указом Президиума Верховного Совета СССР от 5 ноября 1944 года «за образцовое выполнение боевых заданий командования на фронте борьбы с немецкими захватчиками и проявленные при этом отвагу и геройство» гвардии капитану Лорину Михаилу Васильевичу присвоено звание Героя Советского Союза с вручением ордена Ленина и медали «Золотая Звезда» (№ 4011). 
Продолжал боевые вылеты и после представления к званию Героя, потопив 23 сентября 1944 года восьмой транспорт противника.
В июле 1945 года майор М. В. Лорин был откомандирован на Тихоокеанский флот для передачи боевого опыта. Участник советско-японской войны в августе 1945 года. 
Продолжал службу в ВМФ. С 1945 года был помощником штурмана ВВС ВМФ по радионавигации, в апреле 1946 года назначен старшим инспектором-штурманом штаба Авиации ВМС. Но уже с июня того же года служил старшим инженером по аэронавигационным приборам и инструментам в Научно-исследовательском институте авиации ВМС. В этом институте работал свыше 20 лет (за исключением короткого периода с апреля 1948 по сентябрь 1949 года, когда находился в запасе). С июня 1968 года полковник М. В. Лорин в запасе. 
Жил в Ленинграде. Скончался 5 декабря 1985 года. Похоронен на Красненьком кладбище.

## Награды
- Герой Советского Союза (5.11.1944);
- Орден Ленина (5.11.1944);
- Четыре ордена Красного Знамени (14.01.1943, 31.05.1943, 9.09.1943, 24.10.1944);
- Орден Отечественной войны I степени (11.03.1985);
- Орден Отечественной войны II степени (31.01.1943);
- Медаль «За боевые заслуги» (3.11.1953);
- Медаль Нахимова (26.10.1945)[3][4];
- Медаль «За оборону Ленинграда» (1943);
- Медаль «За победу над Германией в Великой Отечественной войне 1941—1945 гг.»[5];
- Медаль «За победу над Японией»;
- Ряд других медалей СССР.